# I Met You When I Was 18 (The Playlist)
I Met You When I Was 18 (The Playlist) (estilizado como I met you when I was 18. (the playlist)) es el álbum recopilatorio debut del cantautor estadounidense Lauv. Fue lanzado el 31 de mayo de 2018 por AWAL. El artista describió al álbum como una «lista de reproducción».
El disco debutó en el puesto número 50 del Billboard 200 de Estados Unidos, con 11 000 unidades equivalentes a álbum.

## Lista de canciones
| Lista de canciones de I Met You When I Was 18 (The Playlist) |                                               |                                              |                             |          |  |
| N.º                                                          | Título                                        | Escritor(es)                                 | Productor(es)               | Duración |  |
| 1.                                                           | «I Like Me Better»                            | Ari Leff y Michael Matosic                   | Lauv                        | 3:17     |  |
| 2.                                                           | «Paris In the Rain»                           | Leff, Matosic y Michael Pollack              | Lauv                        | 3:25     |  |
| 3.                                                           | «Comfortable»                                 | Leff                                         | Lauv                        | 2:45     |  |
| 4.                                                           | «Paranoid»                                    | Leff, Jesse St. John Geller y Pollack        | Lauv                        | 3:13     |  |
| 5.                                                           | «The Other»                                   | Leff y Matosic                               | Lauv                        | 3:09     |  |
| 6.                                                           | «Reforget»                                    | Leff y Matosic                               | Lauv                        | 3:52     |  |
| 7.                                                           | «The Story Never Ends»                        | Leff, Pollack, Matosic y Carlos Cid          | Lauv                        | 3:49     |  |
| 8.                                                           | «Enemies»                                     | Leff, Pollack y Alexander O’Neill            | Lauv, Elof Loelv y BloodPop | 3:15     |  |
| 9.                                                           | «Come Back Home»                              | Leff                                         | Lauv                        | 3:52     |  |
| 10.                                                          | «Question» (en colaboración con Travis Mills) | Leff y Travis Tatum Mills                    | Lauv                        | 3:55     |  |
| 11.                                                          | «Easy Love»                                   | Leff y Geller                                | Lauv                        | 3:44     |  |
| 12.                                                          | «Adrenaline»                                  | Leff                                         | Lauv                        | 3:26     |  |
| 13.                                                          | «Chasing Fire»                                | Leff, Pollack, James Sunderland y Brett Hite | Lauv                        | 3:25     |  |
| 14.                                                          | «Breathe»                                     | Leff, Matosic y Dallas Koehlke               | Lauv y DallasK              | 3:58     |  |
| 15.                                                          | «Bracelet»                                    | Leff, Pollack y Andrew Goldstein             | Lauv y FRND                 | 4:22     |  |
| 16.                                                          | «Getting Over You»                            | Leff, Matosic y Tinashe Sibanda              | Lauv                        | 4:16     |  |
| 17.                                                          | «Never Not»                                   | Leff y Pollack                               | Lauv y Pollack              | 3:28     |  |

## Listas
| Lista (2018)                        | Posición más alta |
| ----------------------------------- | ----------------- |
| Bélgica (Ultratop flamenca)         | 77                |
| Canadá (Billboard Canadian Albums)  | 40                |
| Países Bajos (Album Top 100)        | 105               |
| Estados Unidos (Billboard 200)      | 50                |
| Estados Unidos (Independent Albums) | 30                |

## Certificaciones
| País                      | Organismo certificador | Certificación | Ventas  |
| ------------------------- | ---------------------- | ------------- | ------- |
| Bandera de Dinamarca      | IFPI Danmark           | Oro           | 10 000  |
| Bandera del Reino Unido   | BPI                    | Platino       | 60 000  |
| Bandera de Estados Unidos | RIAA                   | Oro           | 500 000 |